# Éric Jean-Jean
Pour les articles homonymes, voir Jean-Jean.
Éric Jean-Jean, né le 20 septembre 1967 à Blaye (Gironde) est un animateur de radio et de télévision français.

## Biographie

### Formation et débuts
Diplômé de l'Institut d'études politiques de Bordeaux et titulaire d’une licence de lettres modernes, Éric Jean-Jean commence sa carrière en 1988 sur Wit FM à Bordeaux.

### Carrière à la radio
Après trois années durant lesquelles il a pour principale activité d'interviewer les stars musicales, il est vite repéré par la station NRJ en 1991. Il continue alors les interviews (notamment Madonna, U2, Robbie Williams, Whitney Houston, Mariah Carey, Paul Mc Cartney) et décroche rapidement plusieurs créneaux importants tels que la tranche des 6 h-9 h.
En 1998, c'est RTL qui le recrute afin d'animer une partie importante des émissions de divertissements musicaux tels que Studio 22, Toute la musique que j'aime et bien d'autres. De nos jours, il y anime les émissions Bonus Track, Les Mots bleus, Le Grand Studio et Stop ou encore.
Depuis 2016, il anime également l'émission Le Drive sur RTL2. En 2020, il anime avec Bérénice Bourgueil Le Grand Quiz de l'Été sur RTL. Il fait de même l'année suivante aux côtés de Virginie Guilhaume cette fois-ci.

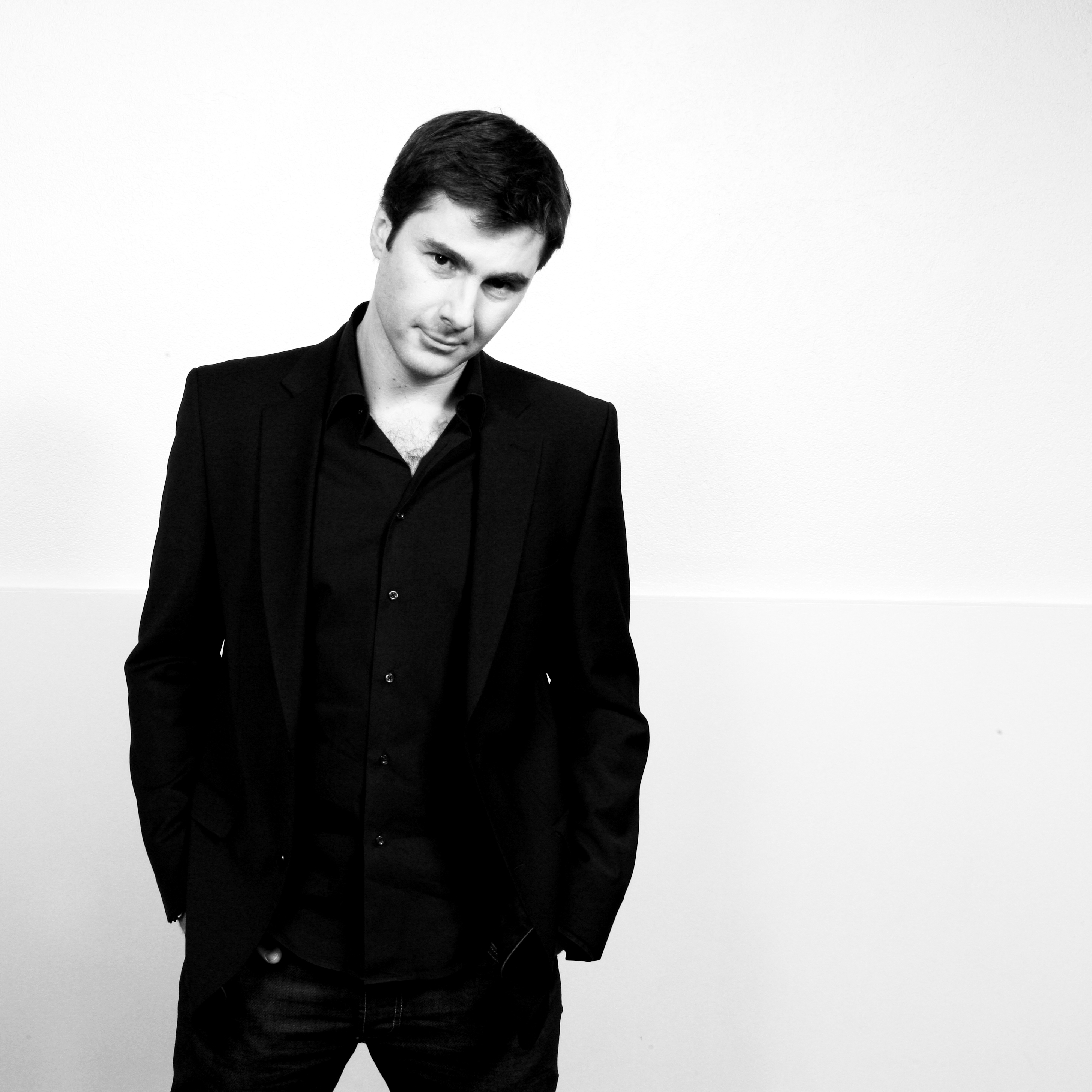
Éric Jean-Jean en 2007.

### Animateur de télévision
En parallèle de sa carrière d'animateur radio, Éric Jean-Jean fait plusieurs apparitions télévisées en collaboration avec NRJ et RTL2, dont plusieurs émissions en première partie de soirée sur les chaînes TF1, France 2 et M6.
- 1996 : Tip Top sur TF1 avec Nathalie Simon
- 1996 : Dance d'or sur TF1
- 1996 : Soir Hit Machine sur M6
- 1996 : Jimbo sur La Cinquième
- 1999 : 50 ans de tubes sur TF1
- 2000 : OVNI sur France 3
- 2002 : Les 17e cérémonie des Victoires de la musique sur France 2
- 2005-2006 : Voix sur berges sur France 3
- 2006 : Demi-finale du Concours Eurovision de la chanson sur France 4 : commentateur avec Peggy Olmi
- 2006-2009 : C'est mieux le matin sur France 3
- 2008 : Concert Champ libre sur France 2
- 2010 : La Nuit blanche avec Valérie Payet sur France 3 Île-de-France
- 2011 : La Nuit blanche avec Charlotte Savreux sur France 3
- 2020 : One World Together at Home sur W9 avec Stéphanie Renouvin
- 2021-2022 : Sans filtre sur W9
- 2024 : La bande son des années 90 sur France 3 : voix off du documentaire

### Auteur
- Histoires insolites de la chanson française, 320 p., 2021  (ISBN 978-2-8246-1838-8)
- Goldman - Une vie en chansons, Hugo doc, 280 p., 2021,  (ISBN 978-2-7556-8962-4)[3]
- Jean-Louis Aubert - Une vie en chansons, Hugo doc, 250, 2024,  (ISBN 978-2-7556-7269-5)

## Engagement
Depuis 2015, il est parrain du Festival ODP Talence, au profit des orphelins des sapeurs-pompiers de France.